# Lystra terebrifera
Lystra terebrifera är en insektsart som beskrevs av Walker 1851. Lystra terebrifera ingår i släktet Lystra och familjen lyktstritar. Inga underarter finns listade i Catalogue of Life.